# Megophrys lini
Megophrys lini es una especie de anfibio anuro de la familia Megophryidae.

## Distribución geográfica
Esta especie es endémica de la República Popular de China. Se encuentra en:
- la provincia de Hunan;
- la provincia de Jiangxi en el macizo de Jinggang.[2]

## Descripción
Los 20 especímenes machos adultos observados en la descripción original tienen una longitud estándar de 34 a 39 mm y las 4 especímenes hembras adultas observadas en la descripción original miden de 37 a 40 mm de longitud estándar.

## Etimología
Esta especie lleva el nombre en honor a Ying Lin (1914–2003).

## Publicación original
- Wang, Zhao, Yang, Zhou, Chen & Liu, 2014: Morphology, molecular genetics, and bioacoustics support two new sympatric Xenophrys toads (Amphibia: Anura: Megophryidae) in Southeast China. PLoS One, vol. 9, n.º 4, p. 1–15[3]